# Queen Camel
Queen Camel is een civil parish in het bestuurlijke gebied South Somerset, in het Engelse graafschap Somerset met 908 inwoners.